# Maglia rosa

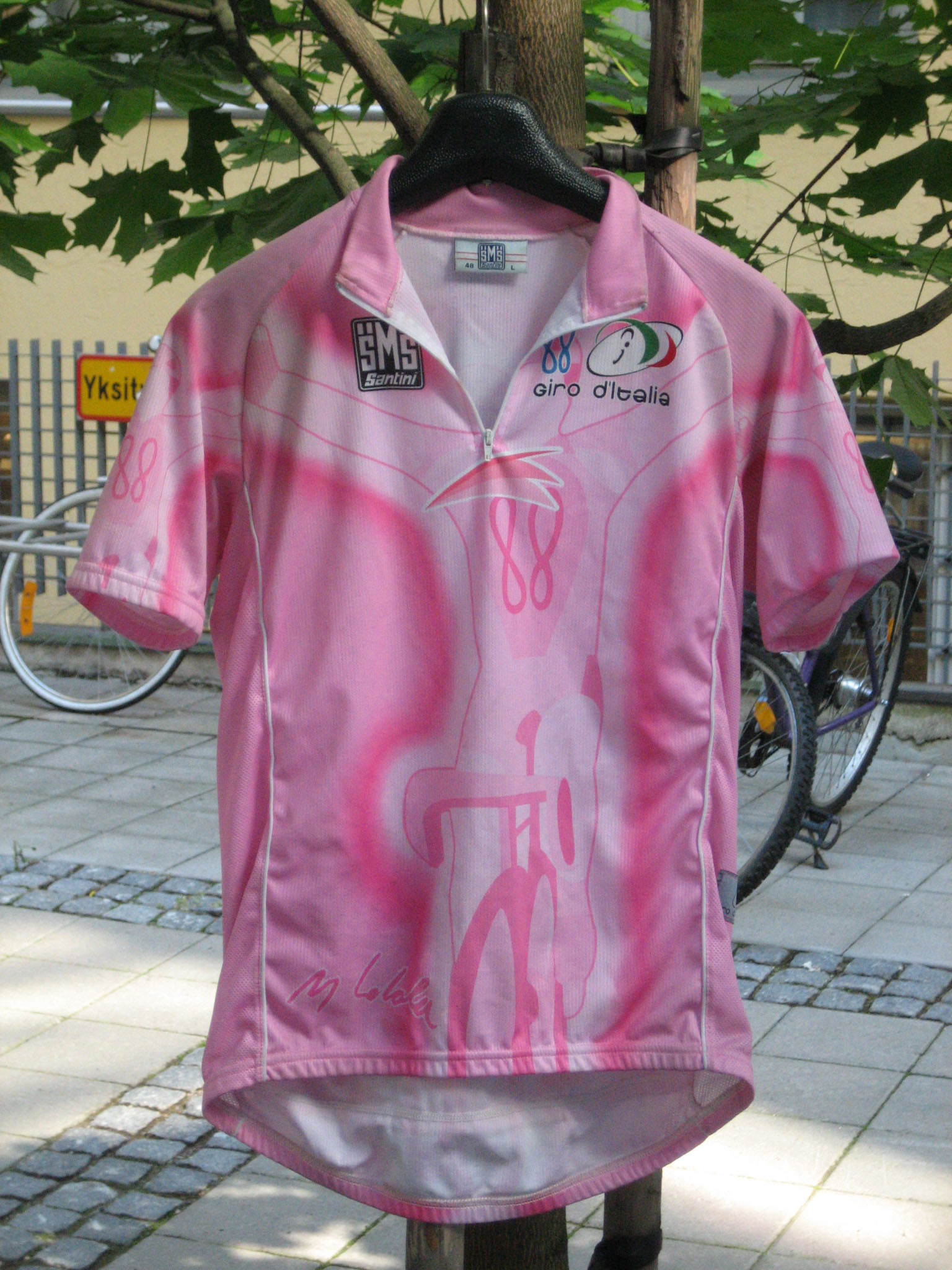
Maillot rosa do Giro d'Italia de 2005.

A maglia rosa,  como em português malha) (em francês: maillot rosa) é a camisola de cor-de-rosa distintiva do líder da classificação geral de certas corridas ciclistícas por etapas, especialmente o Giro d'Italia.

## Giro d'Italia
A maglia rosa ou maillot rosa é o distintivo que leva o ciclista que ocupa a primeira posição da classificação geral do Giro d'Italia desde 1931. A cor foi elegida por ser o mesmo que emprega o diário desportivo La Gazzetta dello Sport para as suas páginas. Learco Guerra foi o primeiro em levar este maglia, depois da sua vitória na primeira etapa do Giro d'Italia de 1931.
O recorde de 76 dias em corrida com a maglia rosa em poder de Eddy Merckx.

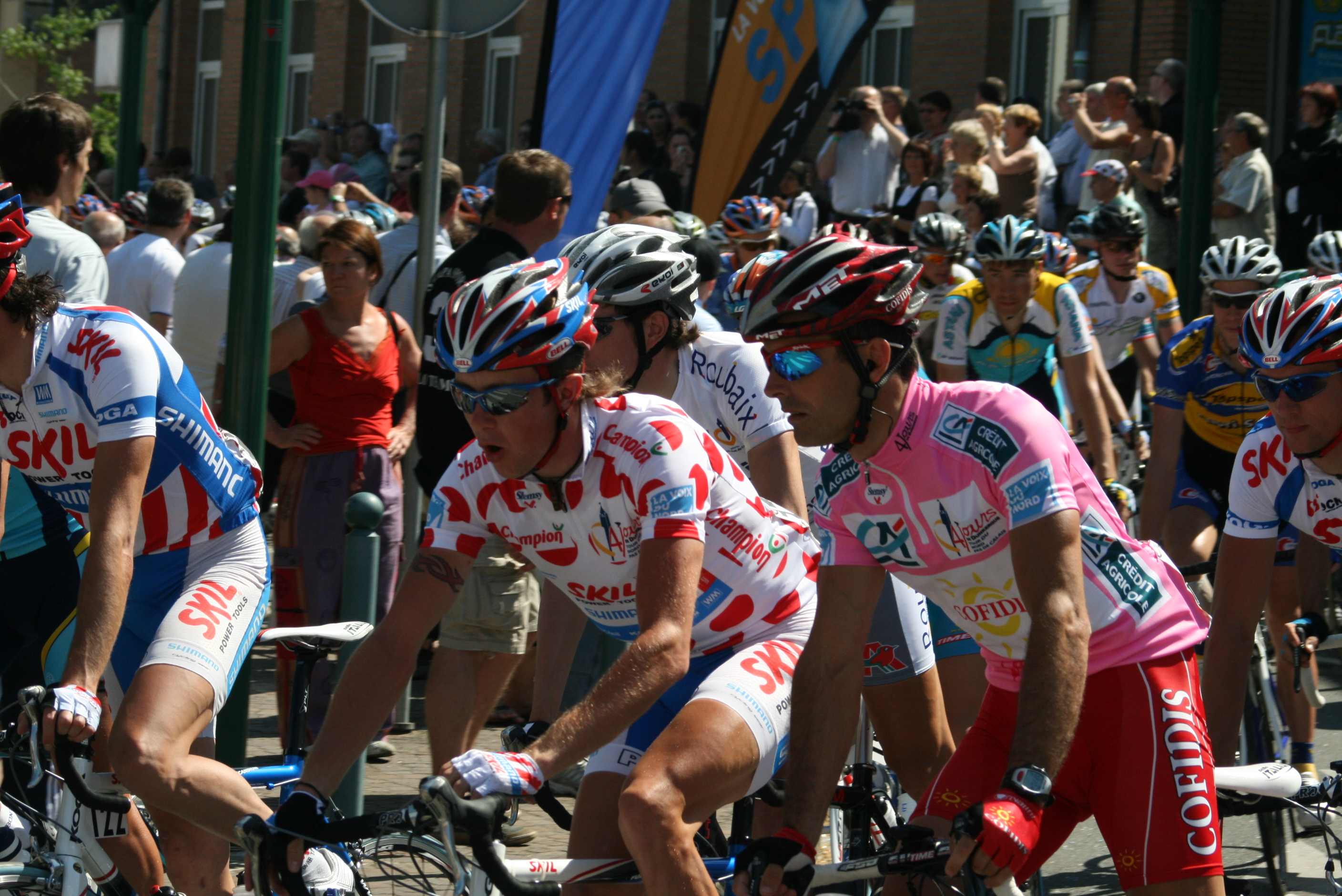
Stéphane Augé, vestido com a maglia rosa aos Quatro Dias de Dunquerque, em 2008.

## Outras competições
A maglia rosa distingue ao líder da classificação geral dos Quatro Dias de Dunquerque.